# Deutz D 7506
Der Deutz D 7506 ist ein Traktor der Klöckner-Humboldt-Deutz AG aus der Deutz D-06-Reihe, der von 1968 bis 1970 in den Deutz-Werken in Köln produziert wurde und das Nachfolgemodell des D 8005 war.
Nach dem Produktionsende der Baureihe D 5005 war der D 7506 der kleinste Deutz-Schlepper.
Äußerlich unterschied er sich vom Vorgängermodell insbesondere in seiner kantigen und damit moderneren Form, die Deutz für die nachfolgenden Traktoren übernahm. Ein weiteres Unterscheidungsmerkmal lag in der Direkteinspritzung und dem synchronisierten Getriebe von ZF. Der Deutz D 7506 wurde in zwei Versionen angeboten. Die erste Variante hatte acht Vorwärtsgänge und vier Rückwärtsgänge. In der zweiten Version standen zwölf Vorwärtsgänge und sechs Rückwärtsgänge zur Verfügung. Das Getriebe wurde manuell geschaltet. Der luftgekühlte Sechszylinder-Viertakt-Dieselmotor vom Typ F6L912 hatte 5652 cm³ Hubraum und leistete 55 kW (75 PS). Der Traktor erreichte damit eine Höchstgeschwindigkeit von 30 km/h.
Optional konnte der D 7506 mit einem zuschaltbaren Allradantrieb, einem Balkenmähwerk sowie Zusatzgeräten für die hydraulische Steuerung geliefert werden.